# Màxims golejadors de la lliga francesa de futbol
La següent és una llista amb els màxims golejadors de la lliga francesa de futbol per temporada, des de la creació de la primera divisió francesa de futbol el 1932 fins a l'actualitat. Josip Skoblar té el rècord de gols en una sola temporada amb 44. Carlos Bianchi, Delio Onnis i Jean-Pierre Papin comparteixen el rècord de nombre de guardons, amb cinc cadascú.
| Temporada                                                    | Jugador                | Nacionalitat                    | Club                      | Gols | Partits | Percentatge |
| ------------------------------------------------------------ | ---------------------- | ------------------------------- | ------------------------- | ---- | ------- | ----------- |
| 1932–33                                                      | Walter Kaiser          | Alemanya                        | Stade Rennais FC          | 15   |         |             |
| 1932–33                                                      | Robert Mercier         | França                          | Club Français             | 15   | 16      | 0.9375      |
| 1933–34                                                      | István Lukács          | Hongria                         | Sète ♦                    | 28   |         |             |
| 1934–35                                                      | André Abegglen         | Suïssa                          | FC Sochaux ♦              | 30   | 28      | 1.0714      |
| 1935–36                                                      | Roger Courtois         | França                          | FC Sochaux                | 34   | 30      | 1.1333      |
| 1936–37                                                      | Oskar Rohr             | Alemanya                        | RC Strasbourg             | 30   | 29      | 1.0345      |
| 1937–38                                                      | Jean Nicolas           | França                          | FC Rouen                  | 26   | 26      | 1.0000      |
| 1938–39                                                      | Roger Courtois (2)     | França                          | FC Sochaux                | 27   | 27      | 1.0000      |
| 1938–39                                                      | Désiré Koranyi         | França                          | Sète ♦                    | 27   | 29      | 0.9310      |
| Campionat no disputat 1939–1945 per la Segona Guerra Mundial |                        |                                 |                           |      |         |             |
| 1945–46                                                      | René Bihel             | França                          | Lille OSC ♦               | 28   | 25      | 1.1200      |
| 1946–47                                                      | Pierre Sinibaldi       | França                          | Stade Reims               | 33   | 37      | 0.8919      |
| 1947–48                                                      | Jean Baratte           | França                          | Lille OSC                 | 31   |         |             |
| 1948–49                                                      | Jean Baratte (2)       | França                          | Lille OSC                 | 26   |         |             |
| 1948–49                                                      | Josef Humpál           | Txecoslovàquia                  | FC Sochaux                | 26   |         |             |
| 1949–50                                                      | Jean Grumellon         | França                          | Stade Rennais FC          | 25   |         |             |
| 1950–51                                                      | Roger Piantoni         | França                          | Nancy                     | 28   |         |             |
| 1951–52                                                      | Gunnar Andersson       | Suècia                          | Olympique de Marsella     | 31   |         |             |
| 1952–53                                                      | Gunnar Andersson (2)   | Suècia                          | Olympique de Marsella     | 35   |         |             |
| 1953–54                                                      | Édouard Kargu          | França                          | FC Girondins de Bordeus   | 27   |         |             |
| 1954–55                                                      | René Bliard            | França                          | Stade Reims ♦             | 30   |         |             |
| 1955–56                                                      | Thadée Cisowski        | França                          | RC Paris                  | 31   |         |             |
| 1956–57                                                      | Thadée Cisowski (2)    | França                          | RC Paris                  | 33   |         |             |
| 1957–58                                                      | Just Fontaine          | França                          | Stade Reims ♦             | 34   |         |             |
| 1958–59                                                      | Thadée Cisowski (3)    | França                          | RC Paris                  | 30   |         |             |
| 1959–60                                                      | Just Fontaine (2)      | França                          | Stade Reims ♦             | 28   |         |             |
| 1960–61                                                      | Roger Piantoni (2)     | França                          | Stade Reims               | 28   |         |             |
| 1961–62                                                      | Sékou Touré            | Costa d'Ivori                   | Montpellier HSC           | 25   |         |             |
| 1962–63                                                      | Serge Masnaghetti      | França                          | Valenciennes FC           | 35   |         |             |
| 1963–64                                                      | Ahmed Oudjani          | Algèria                         | RC Lens                   | 30   |         |             |
| 1964–65                                                      | Jacques Simon          | França                          | FC Nantes ♦               | 24   |         |             |
| 1965–66                                                      | Philippe Gondet        | França                          | FC Nantes ♦               | 36   |         |             |
| 1966–67                                                      | Hervé Revelli          | França                          | AS Saint-Étienne ♦        | 31   |         |             |
| 1967–68                                                      | Étienne Sansonetti     | França                          | Ajaccio                   | 26   |         |             |
| 1968–69                                                      | André Guy              | França                          | Olympique de Lió          | 25   |         |             |
| 1969–70                                                      | Hervé Revelli (2)      | França                          | AS Saint-Étienne ♦        | 28   |         |             |
| 1970–71                                                      | Josip Skoblar          | Iugoslàvia                      | Olympique de Marsella ♦   | 44   |         |             |
| 1971–72                                                      | Josip Skoblar (2)      | Iugoslàvia                      | Olympique de Marsella ♦   | 30   |         |             |
| 1972–73                                                      | Josip Skoblar (3)      | Iugoslàvia                      | Olympique de Marsella     | 26   |         |             |
| 1973–74                                                      | Carlos Bianchi         | Argentina                       | Stade Reims               | 30   | 33      | 0.9091      |
| 1974–75                                                      | Delio Onnis            | Argentina                       | AS Monaco                 | 30   |         |             |
| 1975–76                                                      | Carlos Bianchi (2)     | Argentina                       | Stade Reims               | 34   | 38      | 0.8947      |
| 1976–77                                                      | Carlos Bianchi (3)     | Argentina                       | Stade Reims               | 28   | 37      | 0.7568      |
| 1977–78                                                      | Carlos Bianchi (4)     | Argentina                       | Paris Saint-Germain FC    | 37   | 38      | 0.9737      |
| 1978–79                                                      | Carlos Bianchi (5)     | Argentina                       | Paris Saint-Germain FC    | 27   | 36      | 0.7500      |
| 1979–80                                                      | Erwin Kostedde         | Alemanya Occidental             | Laval                     | 21   |         |             |
| 1979–80                                                      | Delio Onnis (2)        | Argentina                       | AS Monaco                 | 21   |         |             |
| 1980–81                                                      | Delio Onnis (3)        | Argentina                       | Tours                     | 24   |         |             |
| 1981–82                                                      | Delio Onnis (4)        | Argentina                       | Tours                     | 29   |         |             |
| 1982–83                                                      | Vahid Halilhodžić      | Iugoslàvia                      | FC Nantes ♦               | 27   |         |             |
| 1983–84                                                      | Patrice Garande        | França                          | AJ Auxerre                | 21   |         |             |
| 1983–84                                                      | Delio Onnis (5)        | Argentina                       | Toulon                    | 21   |         |             |
| 1984–85                                                      | Vahid Halilhodžić (2)  | Iugoslàvia                      | FC Nantes                 | 28   |         |             |
| 1985–86                                                      | Jules Bocandé          | Senegal                         | FC Metz                   | 23   |         |             |
| 1986–87                                                      | Bernard Zénier         | França                          | FC Metz                   | 18   |         |             |
| 1987–88                                                      | Jean-Pierre Papin      | França                          | Olympique de Marsella     | 19   |         |             |
| 1988–89                                                      | Jean-Pierre Papin (2)  | França                          | Olympique de Marsella ♦   | 22   |         |             |
| 1989–90                                                      | Jean-Pierre Papin (3)  | França                          | Olympique de Marsella ♦   | 30   |         |             |
| 1990–91                                                      | Jean-Pierre Papin (4)  | França                          | Olympique de Marsella ♦   | 23   |         |             |
| 1991–92                                                      | Jean-Pierre Papin (5)  | França                          | Olympique de Marsella ♦   | 27   |         |             |
| 1992–93                                                      | Alen Bokšić            | Croàcia                         | Olympique de Marsella ♦   | 22   |         |             |
| 1993–94                                                      | Roger Boli             | França                          | RC Lens                   | 20   |         |             |
| 1993–94                                                      | Youri Djorkaeff        | França                          | AS Monaco                 | 20   |         |             |
| 1993–94                                                      | Nicolas Ouédec         | França                          | FC Nantes                 | 20   |         |             |
| 1994–95                                                      | Patrice Loko           | França                          | FC Nantes ♦               | 22   |         |             |
| 1995–96                                                      | Sonny Anderson         | Brasil                          | AS Monaco                 | 21   | 34      | 0.6176      |
| 1996–97                                                      | Stéphane Guivarc'h     | França                          | Stade Rennais FC          | 21   | 36      | 0.5833      |
| 1997–98                                                      | Stéphane Guivarc'h (2) | França                          | AJ Auxerre                | 21   | 32      | 0.6563      |
| 1998–99                                                      | Sylvain Wiltord        | França                          | FC Girondins de Bordeus ♦ | 22   | 33      | 0.6667      |
| 1999–2000                                                    | Sonny Anderson (2)     | Brasil                          | Olympique de Lió          | 23   | 32      | 0.7187      |
| 2000–01                                                      | Sonny Anderson (3)     | Brasil                          | Olympique de Lió          | 22   | 29      | 0.7586      |
| 2001–02                                                      | Djibril Cissé          | França                          | AJ Auxerre                | 22   | 29      | 0.7586      |
| 2001–02                                                      | Pauleta                | Portugal                        | FC Girondins de Bordeus   | 22   | 33      | 0.6666      |
| 2002–03                                                      | Shabani Nonda          | República Democràtica del Congo | AS Monaco                 | 26   | 35      | 0.7428      |
| 2003–04                                                      | Djibril Cissé (2)      | França                          | AJ Auxerre                | 26   | 38      | 0.6842      |
| 2004–05                                                      | Alexander Frei         | Suïssa                          | Stade Rennais FC          | 20   | 36      | 0.5556      |
| 2005–06                                                      | Pauleta (2)            | Portugal                        | Paris Saint-Germain FC    | 21   | 36      | 0.5833      |
| 2006–07                                                      | Pauleta (3)            | Portugal                        | Paris Saint-Germain FC    | 15   | 33      | 0.4545      |
| 2007–08                                                      | Karim Benzema          | França                          | Olympique de Lió ♦        | 20   | 36      | 0.5555      |
| 2008–09                                                      | André-Pierre Gignac    | França                          | Toulouse FC               | 24   | 38      | 0.6315      |
| 2009–10                                                      | Mamadou Niang          | Senegal                         | Olympique de Marsella ♦   | 18   | 32      | 0.5625      |
| 2010–11                                                      | Moussa Sow             | Senegal                         | Lille OSC ♦               | 25   | 36      | 0.6944      |
| 2011–12                                                      | Olivier Giroud         | França                          | Montpellier HSC ♦         | 21   | 36      | 0.5833      |
| 2011–12                                                      | Nenê                   | Brasil                          | Paris Saint-Germain FC    | 21   | 35      | 0.6000      |
| 2012–13                                                      | Zlatan Ibrahimović     | Suècia                          | Paris Saint-Germain FC ♦  | 30   | 34      | 0.8823      |
| 2013–14                                                      | Zlatan Ibrahimović (2) | Suècia                          | Paris Saint-Germain FC ♦  | 26   | 33      | 0.7878      |
| 2014–15                                                      | Alexandre Lacazette    | França                          | Olympique de Lió          | 27   | 33      | 0.8181      |
| 2015–16                                                      | Zlatan Ibrahimović (3) | Suècia                          | Paris Saint-Germain FC ♦  | 38   | 31      | 1.2258      |
| 2016–17                                                      | Edinson Cavani         | Uruguai                         | Paris Saint-Germain FC    | 35   | 36      | 0.9722      |